# اروینگ تالبرگ
اروینگ گرانت تالبرگ (انگلیسی: Irving Thalberg؛ زاده ۳۰ مه ۱۸۹۹ – درگذشته ۱۴ سپتامبر ۱۹۳۶) تهیه‌کننده اهل ایالات متحده آمریکا بود. وی بین سال‌های ۱۹۲۱ تا ۱۹۳۶ میلادی فعالیت می‌کرد. جایزه اسکار یادبود ایروینگ جی. تالبرگ به افتخار او ایجاد و اهدا می‌شود.

## گزیدهٔ فیلم‌شناسی
- اراذل و اوباش (۱۹۳۶)
- جمع اضداد محال است (۱۹۲۵)
- آبرو (۱۹۲۱)
- همسران احمق (۱۹۲۲)
- گوژپشت نتردام (۱۹۲۳)
- طمع (۱۹۲۴)
- بیوه سرمست (۱۹۲۵)
- جشن بزرگ (۱۹۲۵)
- بن هور (۱۹۲۵)
- والنسیا (۱۹۲۶)
- جسم و شیطان (۱۹۲۶)
- مردم عادی (۱۹۲۸)
- نمایش مردم (۱۹۲۸)
- نوای برادوی (۱۹۲۹)
- نمایش هالیوود ۱۹۲۹ (۱۹۲۹)
- بوسه (۱۹۲۹)
- زن مطلقه (۱۹۳۰)
- خانه بزرگ (۱۹۳۰)
- هورن بازرگان (۱۹۳۱)
- شش سری (۱۹۳۱)
- روح آزاد (۱۹۳۱)
- خانه بزرگ (۱۹۳۰)
- گناه مادلن کلوده (۱۹۳۱)
- گاردزمن (۱۹۳۱)
- قهرمان (۱۹۳۱)
- عجیب‌الخلقه‌ها (۱۹۳۲)
- تارزان مرد گوریلی (۱۹۳۲)
- گرند هتل (۱۹۳۲)
- غبار سرخ (۱۹۳۲)
- راسپوتین و امپراتریس (۱۹۳۲)
- اسکیمو (۱۹۳۳)
- برت‌های خیابان ویمپول (۱۹۳۴)
- شورش در بونتی (۱۹۳۵)
- شبی در اپرا (۱۹۳۵)
- اراذل و اوباش (۱۹۳۶)
- رومئو و ژولیت (۱۹۳۶)
- کمیل (۱۹۳۶)
- یک روز در مسابقه (۱۹۳۷)
- خاک خوب (۱۹۳۷)
- ماری آنتوانت (۱۹۳۸)